# Городецкий, Борис Митрофанович
Борис Митрофанович Городецкий (29 апреля 1876, Петербург, Российская империя — 16 июня 1941, Махачкала, Дагестанская АССР, РСФСР, СССР) — русский и советский библиограф, историк, краевед-кавказовед и литературовед.

## Биография
Родился 29 апреля 1876 года в Петербурге. Младший брат — поэт Сергей Митрофанович Городецкий.
В 1896 году поступил на юридический факультет СпбГУ, который он окончил в 1901 году. В 1904 году переехал в Екатеринодар и работал сначала в Кавказском отделении Крестьянского поземельного банка, затем заведовал отделом научных обследований Кубани.
Председатель Архивной комиссии при Отделе народного образования Кубчерревкома с 8 мая 1920 года; заведующий Кубано-Черноморским областным архивным управлением с 4 октября 1920 года, заведующий Кубано-Черноморским областным отделом Центрархива РСФСР с 1 апреля 1922 года по 18 сентября 1922 года.
Одновременно был профессором Кубанского университета, преподавал на социологическом факультете, в декабре 1920 был назначен проректором университета. В 1921 году, после реорганизации кубанских вузов, исполнял обязанности заместителя декана по учебной части Кубанского рабфака. С февраля 1922 преподавал на экономическом факультете Кубанского политехнического института, с октября 1923 — на промышленно–экономическом отделении Кубанского индустриального техникума (бывший политехнический институт). С 18 сентября 1922 по 1 февраля 1929 года преподавательскую деятельность совмещал с работой заведующим библиотекой при Кубанском медицинском институте.
В 1928 году переехал в Махачкалу и устроился в Дагестанский НИИ национальных культур, затем — в Даггосплане.
Скончался 16 июня 1941 года в Махачкале.

## Научные работы
Основные научные работы посвящены библиографоведению. Автор свыше 400 научных работ.